# Mózes Balázs
Mózes Balázs (Pécs, 1982 –) magyar színművész.

## Életpályája
Mecsekfalura járt óvodába, az általános iskolát Komlón végezte, Pécsen érettségizett. 2002-2006 között a Színház- és Filmművészeti Egyetem hallgatója volt. 2006-2013 között a kaposvári Csiky Gergely Színház tagja volt. Londonban él.

## Filmes és televíziós szerepei
- Cinka Panna (2008)
- Londoni randevú (2013)
- Casting (2007)
- 5606 Őrült lélek vert hadak (2006)